# Off-off-Broadway
off-off-Broadway (ang. dosł. poza off-Broadwayem) – nazwa używana na określenie grupy niewielkich, niezależnych teatrów nowojorskich, mniejszych niż broadwayowskie i off-broadwayowskie oraz na określenie wystawianych w nich produkcji obejmujących przede wszystkim sztuki, musicale oraz performance art. Sceny i produkcje off-off-Broadwayu mają głównie charakter eksperymentalny i awangardowy.
Według przepisów związkowych widownie teatrów off-off-Broadway nie mogą liczyć więcej niż 100 miejsc. Przedstawienia zaś to zarówno profesjonalne, odnoszące sukcesy produkcje uznanych artystów (np. Ontological-Hysteric Theater Richarda Foremana w East Village czy The Flea Theater w dzielnicy Tribeca), jak i bardzo kameralne amatorskie występy.
Pierwsze takie teatry pojawiły się pod koniec lat 50. XX wieku jako reakcja nowojorskiego środowiska teatralnego na konwencjonalną estetykę i nadmierny instytucjonalizm off-Broadwayu oraz na zbytnie hołdowanie zasadom komercji przez teatr broadwayowski. Jednymi z pierwszych miejsc, które wkrótce zaczęto określać mianem off-off-Broadway (za twórcę samego terminu uważa się niekiedy krytyka Jerry’ego Tallmera z Village Voice), były kawiarnie i sceny klubowe dzielnicy Greenwich Village, w szczególności założona w 1958 Caffé Cino, której właściciel, ekscentryczny Joe Cino, pałając sympatią do aktorów i dramaturgów, udostępniał im scenę w swym lokalu, nie interesując się często wcześniej nawet treścią samej sztuki. Postaciami istotnymi dla powstania i rozwoju off-off-Broadwayu byli również Ellen Stewart i założony przez nią w 1961 teatr La MaMa oraz Al Carmines i jego the Judson Poets' Theater.
Od 2005 roku dla uhonorowania kunsztu artystycznego aktorom scen off-off-Broadwayu przyznawane są dorocznie nagrody The New York Innovative Theatre Awards (w skrócie: The IT Awards).
Istnieją również próby zastąpienia określenia "off-off-Broadway" terminem "Indie Theater" (dosł. "teatr niezależny"), pierwszy raz użytym w 2005 przez Kirka Wooda Bromleya podczas rozdania IT Awards.
Produkcje off-off-Broadwayu, w których biorą udział aktorzy zrzeszeni w Actors’ Equity Association (związku zawodowym aktorów teatralnych) noszą nazwę produkcji Equity Showcase. Związek utrzymuje bardzo surowe zasady dotyczące udziału swoich członków w takich produkcjach, np. dotyczące cen biletów, długości przedstawienia czy czasu prób. Profesjonalni aktorzy pojawiają się jednak w nich często, dla większości stanowią one nawet sporą część pracy scenicznej.

## Liczące się sceny off-off-Broadway
- Banana Bag and Bodice
- Boomerang Theatre Company
- Center Stage, NY
- Collapsable Giraffe
- The Civilians
- The Committee Theatre Company
- Artists Theatre (EAT)
- Ensemble Studio Theater (EST)
- The Flea Theater
- The Group Theatre Too, LLC
- HERE Arts Center
- Impetuous Theater Group
- International WOW
- Inverse Theatre Company
- La Mama ETC
- Les Freres Corbusier
- Ontological-Hysteric Theater
- Manhattan Theatre Source
- Nicu's Spoon
- Nosedive Productions
- Partial Comfort Productions
- Performance Space 122
- Radiohole
- Stone Soup Theatre Arts
- 13th Street Theatre
- TOSOS II
- Vampire Cowboys Theatre Company
- Working Man’s Clothes